# Koji Tokunaga
Koji Tokunaga (japanska: 徳永 耕治?, Tokunaga Koji), född den 3 september 1968 i Tokyo, är en japansk före detta basebollspelare som tog brons för Japan vid olympiska sommarspelen 1992 i Barcelona. Han var förstabasman och deltog i alla nio matcher i turneringen, där han hade ett slaggenomsnitt på 0,368, fyra homeruns och 13 RBI:s.